# Hosszúfarkú fogasfürj
A hosszúfarkú fogasfürj (Dendrortyx macroura) a madarak osztályának tyúkalakúak (Galliformes) rendjébe és a fogasfürjfélék (Odontophoridae) családjába tartozó faj.

## Rendszerezése
A fajt Sir William Jardine és Prideaux John Selby írta le 1828-ban, az Ortyx nembe Ortyx macroura néven.

## Alfajai
- Dendrortyx macroura diversus Friedmann, 1943
- Dendrortyx macroura griseipectus Nelson, 1897
- Dendrortyx macroura inesperatus A. R. Phillips, 1966
- Dendrortyx macroura macroura (Jardine & Selby, 1828)
- Dendrortyx macroura oaxacae Nelson, 1897
- Dendrortyx macroura striatus Nelson, 1897[2]

## Előfordulása
Mexikó területén honos. A természetes élőhelye szubtrópusi és trópusi hegyi esőerdők.

## Megjelenése
Testhossza 29–39 centiméter, testtömege 350–465 gramm. Hosszú farka van.

## Életmódja
Virágokkal, bimbókkal, kis gyümölcsökkel és hüvelyesek magvaival táplálkozik.

## Külső hivatkozások
- Képek az interneten a fajról
- Internet Bird Collection - videók a fajról
- Xeno-canto.org - a faj hangja